# Cytheropteron furreri
Cytheropteron furreri is een mosselkreeftjessoort uit de familie van de Cytheruridae. De wetenschappelijke naam van de soort is voor het eerst geldig gepubliceerd in 1993 door Hartmann.